# ナイエル・メサトゥ
ナイエル・ライアン・メサトゥ・セプルベダ（Nayel Rayan Mehssatou Sepúlveda, 2002年8月8日 - ）は、ベルギー・ブリュッセル市出身のプロサッカー選手。ベルギー・ファースト・ディビジョンA・KVコルトレイク所属。チリ代表。ポジションはDF。

## クラブ経歴
2002年にモロッコ系ベルギー人の父とチリ人の母との間にブリュッセル市で生まれる。13歳の時にRSCアンデルレヒトのユースチームに入団。2019年12月にトップチーム昇格が決まり、プロ契約を締結。翌2022年1月21日にはKVコルトレイクと3年半の契約を締結。3月5日のロイヤル・ユニオン・サン＝ジロワーズ戦で先発で起用され、プロデビュー。翌2022-23シーズンはリーグ戦27試合に出場した。

## 代表経歴
その出色から、ベルギー代表の他にモロッコ代表やチリ代表でのプレーが可能となっていたメサトゥだったが、2022年に母親の国籍を行使してチリ代表でプレーすることを決断。同年6月の東アジア遠征でチリ代表に初招集。5日の韓国戦でチリ代表デビュー。その後、キリンカップサッカー2022にも出場した。